# حركة الإصلاح (الصومال)
حركة الإصلاح حركة إسلامية وطنية تهدف إلى إصلاح المجتمع الصومالي في جميع جوانب الحياة، وتم تأسيسها في 6 شعبان 1398 هـ الموافق 11 يوليو عام 1978 م وهي حركة انبثقت من فكر ومنهج حركة الاخوان المسلمون. وتعمل الحركة لرفع مستوى الالتزام الفردي والجماعي بالقيم والمبادئ الإسلامية، وفق منهج الوسطية والاعتدال المستمد من مقاصد الشريعة، وفي إطار الإلمام والاعتبار للواقع المحلي والعالمي. وتسعى كذلك إلى إيجاد مجتمع صومالي حر متطور، يستوعب المبادئ والقيم الإسلامية، وتترسخ فيه مفاهيم الشورى (الديمقراطية) والعدالة والمساواة. بالإضافة إلى جعل منطقة القرن الإفريقي منطقة آمنة وخالية من القلاقل والاضطرابات والحروب، وذلك عن طريق إزالة أسبابها وبواعثها لتعيش شعوب المنطقة في سلام ووئام وتعاون في المجالات المختلفة مع احترام الخصوصيات الثقافية، وصيانة كافة الحقوق لشعوبها. وكذلك تسعى الحركة إلى تقوية العلاقات الأخوية بين الشعوب الإسلامية والعربية والإفريقية. وأخيرا تسعى الحركة للمساهمة في إيجاد عالم يسود فيه السلام والعدالة الاجتماعية والحرية، وقيم التسامح والاحترام المتبادل في ظل التنمية الشاملة لجميع شعوب العالم.

## تاريخ الحركة
يمكن تقسيم تاريخ الحركة إلى ثلاث مراحل: مرحلة نشر الفكرة ومرحلة التجميع والتنظيم ومرحلة التوسع والانفتاح.

### مرحلة نشر الفكرة
لقد سعى بعض رواد الفكر الإسلامي المعاصر الذين يمثلون الرعيل الأول والمؤسسين لهذه الحركة المباركة إلى نشر الفكر الإسلامي، وتوفير الكتاب الإسلامي في الساحة الصومالية، وتجميع العناصر المثقفة تمهيدا لتأسيس حركة إسلامية منظمة. وظلت هذه الجهود التي بدأت في أواخر العقد السادس من القرن العشرين تشق طريقها، وتؤدي دورها حتى وقع الانقلاب العسكري عام 1969 م، الذي قمع الحريات، وكمم الأفواه، وحظر الأحزاب السياسية، وتبنى الماركسية اللينينية فلسفة للحكم، مما اضطر إلى رواد العمل الإسلامي الانتقال إلى طور العمل السري من أجل حماية المشروع الوليد من قبضة النظام وجبروته، مع التركيز على نشر الدعوة، ومحاربة المد الشيوعي في البلاد.

### مرحلة التجميع والتنظيم
لقد أسس جماعة الإصلاح الإسلامية في يوليو 1978 م، وكان من أبرز أهدافها إصلاح المجتمع الصومالي في جميع جوانب الحياة، والعمل على رفع مستوى الالتزام الفردي والجماعي للقيم والمبادئ الإسلامية، وفق منهج الوسطية والاعتدال في مقاصد الشريعة الإسلامية، وفي إطار التعامل مع الواقع المحلي والعالمي.
وتم تأسيس الحركة من قبل خيرة رواد الفكر الإسلامي في الصومال وهم:
1. شيخ محمد أحمد نور (جريري)
2. د. علي الشيخ أحمد أبو بكر
3. الأستاذ أحمد رشيد شيخ حنفي
4. د. محمد يوسف عبد الرحمن
5. الأستاذ عبد الله محمد عبد الله

وفي تلك المرحلة كانت تتبنى فكرة علنية الدعوة وسرية التنظيم، فنشر الدعوة الإسلامية عبر المنابر المختلفة تستهدف جميع شرائح المجتمع بغية إحداث صحوة إسلامية عامة وعارمة، بينما كانت عملية التجميع تستهدف الشباب والعناصر ذات المستويات العلمية المختلفة مثل العلماء الشرعيين، وحملة المؤهلات العلمية المختلفة، وشباب الجامعات وطلاب المساجد. وكان الهدف الأساسي في تلك المرحلة رفع مستوى الوعي الإسلامي والالتزام العملي بأحكام هذا الدين، ومحاربة الغزو الفكري والأفكار الدخيلة والقيم الفاسدة في المجتمع.

### مرحلة التوسع والانفتاح
وفي أواخر الثمانينيات ازداد تضعضع النظام الحاكم في البلاد وبدأت مؤسسات الدولة تنهار واحدة تلو الأخرى جراء تفشي الفساد والمحسوبية، وانسداد الآفاق الشرعية للعمل السياسي، ومن ثم أنشأت جبهات مسلحة على أساس قبلي حيث اتخذت القبائل والعشائر الكبرى جبهات مسلحة تمثلها وتحارب في إطارها ضد النظام، ويعتبر انهيار المؤسسة العسكرية. أقوى المؤشرات الدالة على سقوط النظام، وكذلك بات واضحا بأن الجبهات المسلحة لا تشكل بديلا سياسيا قادرا على ملء الفراغ الناجم عن انهيار النظام بسبب انقساماتها الداخلية وافتقارها إلى رؤية وخطة للتعامل مع الواقع الجديد.
واستجابة لمتطلبات المرحلة رأت حركة الإصلاح ضرورة توسيع قاعدتها الحركية في عام 1988 م لاستيعاب القوى الإسلامية والوطنية، فقامت بجهود مكثفة في توحيد الصفوف لمواجهة الأخطار المحدقة. وارتفع صوت الحركة عبر البيان الشهير «صوت الحق» في أكتوبر 1990 م الذي تضمن تشخيص الداء، وتوصيف العلاج، وطالب رئيس النظام بالتنحي عن السلطة، كما طالب الجبهات التخلي عن استخدام العنف والصراع المسلح، ونادى في المقابل بعقد مؤتمر وطني عام للمصالحة تشترك فيه جميع القوى السياسية والاجتماعية لتشكيل حكومة انتقالية، ووضع دستور يلبي متطلبات المرحلة، ثم إجراء انتخابات حرة ونزيهة بعد الفترة الانتقالية.
إلا أن تسارع الأحداث أدت إلى تفجر الوضع في العاصمة واندلاع الحرب بين بقايا قوات النظام المنهمكة أصلا وبين مليشيات الجبهات المسلحة وانهيار كيان الدولة بالكامل، وانقسام الشعب الصومالي إلى فئات متناحرة. وهذا الوضع الجديد فرض على الحركة تغيير أساليب تحركها والتكيف مع الوضع الجديد، والتعامل معه.
اعتبرت الحركة ما حدث في الصومال من قبيل الفتن التي قال عنها رسول الله صلى الله عليه وسلم (ستكون فتن القاعد فيها خير من القائم، والقائم فيها خير من الماشي، والماشي فيها خير من الساعي، من تشرف لها تستشرفه ومن وجد فيها ملجأ أو معاذا فليعذ به). وهو أمر يتطلب إلى إعادة النظر في مجمل القضايا الوطنية.
وبناء على هذا قررت الحركة ما يلي:
1. حماية أفرادها من التورط في تلك الفتنة الهوجاء والوقوع في حبائلها الشائكة.
2. الحفاظ على تماسك الصف الداخلي للحركة في مرحلة خطرة تتسم بالدموية وبموجات من العنف الهمجي والتشرذم وتمزيق وحدة المجتمع وتقسيمه إلى فئات متناحرة..
3. التلاحم مع الجماهير ومشاركتهم في الآلام والأحزان وعدم الانعزال عنهم، والابتعاد عن خوض غمار الحروب الأهلية، والاهتمام بإعادة الأمور إلى وضعها الطبيعي ذلك الذي تحول إلى برامج عملية استفاد منها المجتمع الصومالي بصورة قوية.
4. العناية بالمهاجرين إلى خارج البلد وعوائلهم.
5. رفع شعار (الإغاثة، إصلاح ذات البين، الدعوة والتعليم).

ومنذ عام 1992 م بدأت الحركة مرحلة الانتشار والانفتاح على المجتمع وتفعيل دورها في المجتمع؛ وكان عملها يتركز على السياسات التالية:
1. اتخاذ موقف صارم من فتنة التناحر حيث أعلنت رفضها القاطع لأي مشاركة في الحرب الأهلية، واعتبرت ذلك فتنة عمياء تحرق الأخضر واليابس، وأبلغت موقفها جميع الأطراف المشاركة في الحرب.
2. التعاون الوثيق مع العلماء والفقهاء باختلاف مشاربهم وتوجهاتهم.
3. التعاون الوثيق مع رؤساء العشائر والعمل معهم في المصالحة بين الأطراف المتناحرة.
4. نهج سياسة «الحيادية» بين الجبهات والفصائل المتحاربة وإبعاد المشروع الإسلامي من الوقوع في مستنقع الحروب القبلية.
5. التركيز على المصالحة بين القبائل والشرائح الاجتماعية وذلك بتأسيس المجلس الصومالي للمصالحة بالتعاون مع زعماء العشائر والعلماء والطبقة المثقفة ليشرف على الأعمال اليومية للمصالحة الوطنية وأنشطتها.
6. الاهتمام بالتعليم الأساسي واتخاذ اللغة العربية اللغة الرسمية في المدارس بجانب اللغة الصومالية باعتبارها سياسة تخدم الأهداف الإستراتيجية والحيوية للشعب الصومالي.
7. اتخاذ سياسة «التعامل مع الواقع» والتي تقضي التعاون مع الكيانات والسلطات القائمة وزعماء القبائل والعشائر في المناطق المختلفة من البلاد من أجل تحقيق المصالح الشعبية وتوجيه المجتمع نحو الخير والتعاون ونبذ العنف وغرس السلام والمحبة في النفوس.

وفي عام 1999 م اتخذت الحركة قرارا تاريخيا بالعمل والسعي على إيجاد الدولة الصومالية بعد فشل جهود المصالحات الوطنية كلها وذلك بالتعاون مع كافة القوى الوطنية في مختلف توجهاتها، وكثفت جهودها في هذا الاتجاه. وبناء على ذلك كانت مشاركة الحركة فعالة في مؤتمر المصالحة الصومالية في جيبوتي بقيادة الرئيس إسماعيل عمر جيلي، وتمخض عن هذا المؤتمر ميثاق وطني إسلامي ومؤسسات مركزية للدولة الصومالية إلا أن هذه الحكومة لم تستمر طويلا، وعقد بعدها مؤتمر آخر للمصالحة الوطنية في كينيا.
والحركة مستمرة في نهجها في السعي إلى إعادة الكيان الصومالي ودعم هذه الدولة الصومالية ومؤسساتها عبر المصالحة والوفاق الوطني.

## الغايات والأهداف
غايات الحركة هي:
1. نيل مرضاة الله سبحانه وتعالى باتباع شريعته والاستقامة على نهجها والالتزام بتطبيقها في جميع مجالات الحياة.
2. إيجاد مجتمع صومالي يستوعب المبادئ والقيم الإسلامية وتترسخ فيه قيم الشورى والديمقراطية والعدالة والمساواة.
3. جعل منطقة القرن الإفريقي مكانا آمنا من القلاقل والحروب بإزالة أسبابها وبواعثها، لتعيش شعوبها في سلام ووئام وانفتاح وتعاون في المجالات المختلفة مع احترام الخصوصيات الثقافية وضمان كافة الحقوق لشعوب المنطقة.
4. المساهمة في إيجاد عالم يسود فيه السلام والعدالة الاجتماعية وحرية الشعوب، وقيم التسامح والاحترام المتبادل في ظل التنمية الشاملة لجميع الشعوب.

أما أهدافها فهي:
1. إصلاح الفرد والأسرة والمجتمع في جميع جوانب الحياة وصولا به إلى حكم راشد يتخذ من الإسلام منهاجا للحياة.
2. تنمية الموارد البشرية ومواجهة الجهل وإعطاء الأولوية للتربية والتعليم والتدريب.
3. دعم المؤسسات الأهلية للمجتمع من منظمات خيرية ونقابات مهنية وغيرهما لتحقيق التعاون والتكافل بين شرائح المجتمع.
4. بذل الجهد في تذليل العقبات وتوفير المناخ المناسب للتطور الاقتصادي والتكنولوجي مع الاهتمام بحماية البيئة.
5. رفع وعي الشعب وترسيخ القيم الإسلامية والوطنية مثل الاخوة وحرية الفرد والشورى والعدالة وسيادة القانون وغيرها.
6. السعي إلى إزالة الصراعات العشائرية والنزاعات الانفصالية عن طريق تقوية الروابط الاجتماعية، وإزالة المظالم وتعميق الاخوة ومكافحة أسباب التفرقة بين أبناء الشعب الواحد.
7. العناية بالمرأة وصيانة حقوقها وإعطاء الرعاية المناسبة للأسرة والطفل.
8. السعي إلى توفير الخدمات الاجتماعية مثل التعليم والصحة وغيرهما.
9. السعي إلى تحقيق الاستقرار السياسي والتنمية الاجتماعية والاقتصادية في المنطقة.
10. تعميق التعاون بين شعوب العالم وخاصة الشعوب الإسلامية والعربية والإفريقية.
11. إزالة كافة أشكال الاستعمار والمظالم الاجتماعية واحتكار الثروات، والدفاع عن القضايا المصيرية المشتركة بين الأمم مثل السلام العالمي وحماية البيئة واحترام حقوق الإنسان وحرية الشعوب وسيادة الدول.

## وسائل الحركة
تستخدم الحركة في سبيل تحقيق أهدافها الوسائل المشروعة ومنها:
1. التربية وفقا للقيم الإسلامية وفي إطار الثوابت الوطنية.
2. الدعوة والإعلام.
3. المشاركة في العمل السياسي والمساهمة السلمية في صناعة القرار بما يخدم المصلحة العامة للبلاد.
4. الحوار كأسلوب حضاري للتفاهم وحل النزاعات.
5. التضامن الوطني كوسيلة حضارية لتقوية روابط المجتمع وإلغاء ثقافة التهميش والإقصاء.
6. استخدام وسائل التعبير والتعبئة السياسية المختلفة.
7. الاهتمام بمؤسسات المجتمع المدني والنقابات والاتحادات، والملتقيات الحضارية والثقافية.

## السياسات المرحلية
السياسة المرحلية في التعامل مع الوضع في الصومال تدور حول التالي:
- المصالحة الوطنية هي سبيلنا للتوصل إلى الحلول في الحالة الصومالية:

لقد اختارت حركة الإصلاح طريق المصالحة في الوقت الذي توجهت جل القوى الصومالية إلى التقاتل والتناحر وتصفية الحسابات فيما بينها عن طريق السلاح والقوة العسكرية. ولم تكتف الحركة بالمصالحة النظرية والنصائح العامة، وإنما أسست المجلس الصومالي للمصالحة في بداية الأزمة، والذي قام بعشرات العمليات التصالحية بين القبائل الصومالية كما قام المجلس بأنشطة اجتماعية واسعة النطاق بغية تقريب وجهات النظر بين شرائح المجتمع وفئاته المتنوعة. ولقد تعاونت الحركة في تلك المرحلة مع الخيرين من أفراد المجتمع الصومالي ومع مؤسسات مجتمعه المدني، ومع كل الذين يرفضون العنف ويقاومون أسبابه، ومن أبرز أعماله: المصالحة التي اشتهرت بمصالحة العاصمة عام 1999 والتي أدت إلى وفاق عام بين القوى المتناحرة في مقديشو آن ذاك، ومهدت لمبادرة السلام التي قادها السيد إسماعيل عمر جيلي رئيس جمهورية جيبوتي.
- عدم استخدام القوة لتحقيق أغراض سياسية:

فتجربة النظام العسكري ماثلة أمامنا، حيث استخدم القوة والقمع ضد الشعب الصومالي فترة طويلة، فكانت النتيجة ثورة شعبية عارمة أسقطت النظام ودمرت الدولة ومؤسساتها وحضارة الشعب الصومالي معا. أما الحرب الأهلية فحدث عنها ولا حرج، إن كل الذين شاركوا فيها خلال العقدين الماضيين يدركون حقيقة جرائمها وويلاتها المروعة، ونتائجها الخائبة، وخسارتها المدوية، هذه هي التجارب الحديثة في الصومال.
وانطلاقا من فهمنا للإسلام، واستفادة من التجارب المحلية والعالمية، وحفاظا على مصالح شعبنا الأبيّ، ومحاولة لتضميد جراحاته العميقة الناجمة عن الحرب الأهلية، وصونا لحرمة دمائه وأمواله وأعراضه، فإننا نرى أن أي طرف يبيح لنفسه استخدام القوة لتحقيق أغراضه السياسية فإنه يعمق آلام هذا الشعب المنكوب.
- دعم الدولة الصومالية والعمل على تقوية مؤسساتها:

إدراكا بأهمية الدولة وفداحة الخسائر الناتجة عن غياب سلطتها فإن الحركة جعلت من أولى أولوياتها بذل كل جهد ممكن لبناء الدولة الصومالية، وإعادة هيبتها، والقيام بدورها، بالتنسيق مع كافة الأحزاب والتنظيمات ومؤسسات المجتمع المدني، ومع الدول الصديقة والشقيقة، لأن حماية مصالح الشعب وثرواته البرية والبحرية ومكتسباته الحضارية، وكل ما يتعلق بسيادة الدولة وحقوقها المشروعة لا يمكن تحقيقها بدون وجود سلطة قوية تؤدي واجباتها نحو الأفضل تجاه شعبها وتجاه المجتمع الدولي، وترفض الحركة كل الجبهات القبلية والفكرية المسلحة التي تسعى إلى تحقيق أغراضها بالعنف مثل حركة الشباب والحزب الإسلامي.
- تفعيل دور المجتمع المدني وضمان مشاركته في السلام والتنمية:

تؤمن الحركة بأهمية مؤسسات المجتمع المدني في حياة الصوماليين إذ أنه يمثل الرئة التي يتنفس بها المجتمع فترة الفراغ السياسي وفقدان الخدمات الاجتماعية. ولولا هذه الجهود المباركة في مختلف مجالات الحياة مثل الصحة والتعليم والمياه والكهرباء لضاعت المصالح كلية. ونعتقد أن دوره في المستقبل يتعاظم أكثر فأكثر لأن مساهماته في التنمية المستديمة عنصر حيوي لتقدم المجتمع وسلامة المشاريع النهضوية، بل يساعد دور الحكومات في التنمية، كما أنه يعتبر لبنة مهمة لبناء الحريات وصيانتها، ورفض الاستبداد مستقبلا.
- الاعتماد على لإقناع والوسائل السلمية للوصول إلى التغيير المنشود:

إن التغيير المنشود هو تغيير تراكمي يبدأ من بناء الفرد وتنشئته تنشئة سليمة مستمدة من تعاليم ديننا الحنيف وقيمه السامية، ويمتد إلى المجتمع من خلال جهود مركزة ومتواصلة من أجل خلق بيئة ومجتمع تسود فيه الاستقامة على منهج الله سبحانه وتعالى والعدالة والمحبة والإنتاجية، وتختفي في ساحاته الرذائل والمنكرات، وأسباب التوتر والكراهية والمظالم الاجتماعية والبطالة، كما يمتد التغيير إلى الدولة ومؤسساتها ومرافقها الحيوية، الأمر الذي يحتاج إلى تضافر الجهود وتجميع صفوف الأمة وطاقاتها لتحقيق تلك الأهداف التي تمهد للأمن والاستقرار والرفاهية. وتعالج جراحات الحرب الأهلية ومعاناتها وويلاتها.
إن حركة الإصلاح منذ بروزها في الساحة اعتمدت في برامجها وسياساتها وطروحاتها على الوسائل السلمية والإقناع وتوسيع آفاق التحاور بين شرائح المجتمع وقبول سماع الرأي الآخر مهما اختلفت وجهات النظر وتباعدت المساحات بين الأفكار ولآراء، ويستوي في هذا الأمر كافة المجالات التي تحتاج إلى التغيير الكلي أو الجزئي، كما تستوي فيه المجالات التربوية والفكرية والاجتماعية والاقتصادية والسياسية والفقهية لأنها تقبل الاجتهاد وتعدد الآراء في كل زمان ومكان. إن اختلاف وجهات النظر في مختلف قضايانا عامل قوة وثراء وتنوع وإبداع، والبديل الوحيد لرفض التسامح واللجوء إلى الإقناع والتحاور، هو تكميم الأفواهِ ومصادرة الحرياتِ وتخويف الأفراد وممارسة القمع والإرهاب.
لقد مرت بنا عقود متتالية جربنا بما فيه الكفاية مذاق العنف والاستبداد واتباع سياسة الإقصاء والتهميش والتصرف في حقوق الآخرين حتى فقدنا دولتنا وانهارت حضارتنا وتخلفنا قرونا لا يمكن تعويضها بسهولة، إنها تجربة مّرة فسرت لنا معنى النصوص الواردة في الإسلام، فلا ينبغي التهاون بشأنها، فاستخدام الوسائل السلمية لتحقيق الغايات في مجتمع مسلم لا يختلف في الأمور الجوهرية أمر لا مناص منه إذا أريد أن نعيد حياة كريمة إلى هذا المجتمع مرة أخرى.
- رفض التدخل الأجنبي وعدم قبول التبعية والاستقواء بالقوى الأجنبية:

الاختلاف واقع في حياتنا البشرية {ولا يزالون مختلفين} رغم الفروق الهائلة بين مسمياتها ونظرة الناس إليها وكيفية التعاطي معها، إذ أنه قد ينشب الخلاف بين شخصين وبين الأفراد في الأسرة الواحدة وبين العشائر وبين الدول والأحلاف، وبشتى الأسباب والذرائع والمبررات. فما نعانيه في هذه الأزمان هو خلاف أوجد جوا من الفتن والتمزق الداخلي وإراقة دماء الأبرياء واستحلال المحرمات وهتك الأعراض، وبمعنى آخر فقد استبيحت الضرورات الخمسة التي جاءت المقاصد الكبرى لشريعتنا الغراء من أجلها، وهي الدين والنفس والعقل والعرض والمال فلقد شملتها الانتهاكات والاعتداءات بصورة فاضحة.
وفوق ذلك كله لجأ المتصارعون منذ الثمانينيات من القرن الماضي وحتى هذه اللحظة إلى القوى الأجنبية وأعداء الصومال لجلب الدعم المادي والسلاح للاستقواء بها، والتأييد لمشروعهم وللتغلب على الطرف الآخر. وحدث تبادل الأدوار بين المتصارعين في هذا الأمر عشرات المرات حيث يقف قائد المجموعة بجانب العدو ويكون ضده بعد مدة قصيرة وينتقل إلى العدو مرة ثانية وثالثة ورابعة، وتلك ظاهرة ملفتة للنظر، ولكنها نمط يتكرر عندما تضعف الشعوب وتفقد قوتها الحقيقية وتلك سيرة أمراء الطوائف وتاريخهم في عصور الانهزام.
والاستقواء بالعدو جريمة لا تغتفر وخيانة ومخالفة في الدين وضياع للوطن ولا يمكن أن تحقق للنصر والغلبة لأي طرف في الصراعات الدائرة في بلادنا. فعلى الجميع أن يبتعد عن العمالة الرخيصة وبيع الأوطان للعدو الغاصب، أو الاستمرار في الحرب الأهلية لإراقة مزيد من الدماء البريئة وتشريد الضعفاء من النساء والأطفال والشيوخ، وإتلاف الممتلكات وهي أمور لا تخدم إلا للعدو المتربص بنا الدوائر.
- الاهتمام بالتنمية من أجل بناء حياة كريمة للمواطن:

إن التنمية الشاملة مطلب أساسي للخروج من الوضعية المتردية التي انعكست على كافة جوانب الحياة الأمنية والاقتصادية والاجتماعية والصحية والتعليمية، الأمر الذي أدى إلى شلل سبه كامل في حياة الفرد والمجتمع، ومن أجل ذلك نؤمن بضرورة تضافر الجهود والسعي الدؤوب لخلق برامج ومشاريع تنموية تأمن للفرد الحد الأدنى من الحياة الكريمة وتصون حقوقه المهضومة وتأهله لدور الفاعل والمنتج بدل العاطل عن العمل والمتسكع في الشوارع، ومن دور المشارك في الهدم والتخريب إلى دور المساهم في التنمية والبناء.
وفي الختام تعمل الحركة في كافة مجالات الحياة حسب طاقاتها وإمكاناتها منذ تأسيسها، فالتربية وتنشئة جيل صالح ومصلح في الصومال هدف من أهدافها وهي لا شك تمثل المحورية للمشروع الحضاري وتضمن له الديمومة والاستمرارية. وغني عن القول أنها عملية قد تستغرق عقودا طويلة وتتطلب جهودا متواصلة ومع ذلك فإن الظروف الحالية تجعلها تشارك في السعي الحثيث من أجل اخماد الفتن وإخراج البلاد من لهيبها المتأجج إلى بر السلام عبر المصالحة والوفاق، الأمر الذي تلجأ الشعوب المتحاربة إليها في نهاية المطاف.
فالعنف لا يولد إلا عنفا وتوريث الأحقاد للأجيال المتعاقبة، والتي في أمس الحاجة إلى تغيرات جذرية يقودها روح التسامح والحوار والإقناع بين أبناء المجتمع، ويدعمها التعاون بين مؤسساته وبين حكومته لتحقيق التنمية المنشودة المبنية على قيمنا وإسلامنا وعلى قواعد من المعرفة الهادفة الهادية. وعندها لن نكون بحاجة إلى لجوء أعدائنا ليحلوا مشاكلنا ويطعموا جياعنا ويعلموا جاهلنا ويداووا مرضانا كما هو حالنا اليوم وحال أمثالنا من الشعوب المتخلفة ((وتعاونوا على البر والتقوى ولا تعاونوا على الإثم والعدوان)) صدق الله العظيم.

## مراقبوالإخوان المسلمينفي الصومال
1. المراقب الأول الشيخ محمد أحمد نور المعروف ب (غريري)
2. المراقب الثاني د. محمد علي إبراهيم (الصومال)
3. المراقب الثالث الدكتور علي الشيخ أحمد أبو بكر (1998 - 12 أغسطس 2008)
4. المراقب الرابع الدكتور علي باشا عمر حاج (12 أغسطس 2008 - حتي الآن) [1]

## وصلات خارجية
- الموقع الرسمي علي الإنترنت
- (إخوان أون لاين) تحاور السيد عبد الرحمن معلم عبد الله باديو، نائب رئيس حركة الإصلاح في الصومال، إخوان أون لاين، 9 فبراير 2008 م
- تكذيبًا لما نشره «إسلام أون لاين»: المرشد العام ينفي زعم تأييده انتخاب قيادة جديدة للإخوان في الصومال، إخوان أون لاين، 22 يناير 2008 م
- موقع تراث الإخوان يحاور الدكتور / أحمد شيخ حسين القطبى نائب المراقب العام لجماعة الاخوان بالصومال وحديث عن تأسيس إخوان الصومال جزء1 - جزء2 - جزء3
- موقع التجمع الإسلامي في الصومال
- حديث مع مراقب حركة الإصلاح بالصومال د. علي باشا عمر، إخوان أون لاين، 9 فبراير 2009 م
- خريطة الحركات والقوى الإسلامية في الصومال، إسلام أون لاين، 26 فبراير 2009